# Зарваницька сільська рада
Зарвани́цька сільська́ ра́да — адміністративно-територіальна одиниця та орган місцевого самоврядування в Теребовлянському районі Тернопільської області до вересня 2015 р.. Адміністративний центр — село Зарваниця.

## Загальні відомості
- Населення ради: 510 осіб (станом на 2001 рік)

## Географія
Зарваницька сільська рада межує з:
- Киданівською сільською радою (Бучацький район)

## Населені пункти
Сільській раді були підпорядковані населені пункти:
- с. Зарваниця
- с. Сапова

## Склад ради
Рада складалася з 12 депутатів та голови.
- Голова ради:
- Секретар ради: Ціхольська Надія Володимирівна

### Керівний склад попередніх скликань
| Прізвище, ім'я, по батькові | Основні відомості                                                              | Дата обрання | Дата звільнення |
| --------------------------- | ------------------------------------------------------------------------------ | ------------ | --------------- |
| Фірман Ганна Максимівна     | Сільський голова, 1955 року народження, Всеукраїнське об'єднання «Батьківщина» | 26.03.2006   | 31.10.2010      |
| Репецький Андрій Михайлович | Сільський голова, 1969 року народження, освіта середня загальна, безпартійний  | 31.10.2010   | 30.09.2013      |

Примітка: таблиця складена за даними сайту Верховної Ради України

### Депутати
За результатами місцевих виборів 2010 року депутатами ради стали:

#### За суб'єктами висування
| Суб'єкт висування | Кількість обраних депутатів | %   |
| ----------------- | --------------------------- | --- |
| Самовисування     | 12                          | 100 |

#### За округами
| № округу | Прізвище, ім'я, по батькові      | Дата визнання обраним | Освіта             | Партійна приналежність | Відомості про обраного депутата                       |
| -------- | -------------------------------- | --------------------- | ------------------ | ---------------------- | ----------------------------------------------------- |
| 1        | Фірман Володимир Зіновійович     | 01.11.2010            | вища               | позапартійний          | Тернопільсько-Зборівська єпархія УГКЦ, економіст      |
| 2        | Попіль Микола Ігорович           | 01.11.2010            | середня            | позапартійний          | тимчасово не працює                                   |
| 3        | Ціхольська Надія Володимирівна   | 01.11.2010            | середня            | позапартійна           | Зарваницька сільська рада, секретар                   |
| 4        | Шуфліта Юлія Петрівна            | 01.11.2010            | середня спеціальна | позапартійна           | Зарваницький фельдшерсько-акушерський пункт, фельдшер |
| 5        | Срібний Дмитро Ілліч             | 01.11.2010            | середня            | позапартійний          | пенсіонер                                             |
| 6        | Топоровський Володимир Іванович  | 01.11.2010            | вища               | позапартійний          | Тернопільсько-Зборівська єпархія УГКЦ, о. Декан       |
| 7        | Дохват Михайло Дем'янович        | 01.11.2010            | середня спеціальна | позапартійний          | «Укртелеком», електро-механік                         |
| 8        | Качуровський Олег Омелянович     | 01.11.2010            | незакінчена вища   | позапартійний          | ТНПУ, студент                                         |
| 9        | Качуровський Омелян Петрович     | 01.11.2010            | середня            | позапартійний          | тимчасово не працює                                   |
| 10       | Гальчук Володимир Васильович     | 01.11.2010            | середня            | позапартійний          | тимчасово не працює                                   |
| 11       | Городиська Олександра Миколаївна | 01.11.2010            | вища               | позапартійна           | Територіальний центр, соціальний працівник            |
| 12       | Монастирська Олена Михайлівна    | 01.11.2010            | середня спеціальна | позапартійна           | Сапівський фельдшерсько-акушерський пункт, фельдшер   |